# Oropos
Oropos en ort och antik stad i kommunen Dimos Oropos i Grekland vid Attikas norra kust, nära gränsen mot Beotien, som det tidvis tillhörde.
I striderna mellan Aten och Sparta liksom under övriga krig spelade Oropos en betydande roll som en viktig flottstation. Staden var tidvis självständig. Oropos har grävts ut av grekiska arkeologer, och fynden vittnar om stadens betydelse.